# Association européenne d'athlétisme
Pour les articles homonymes, voir AEA et EAA.
L’Association européenne d'athlétisme (AEA, le plus souvent en anglais, European Athletics Association, EAA) est le nom de la fédération continentale européenne d'athlétisme, celle qui organise les activités et les compétitions de cette discipline au niveau européen (championnats, coupes, meetings autorisés dits EAA).
C'est une des six fédérations régionales (une pour chaque continent) de la World Athletics (anciennement IAAF).
L'AEA est une organisation non gouvernementale européenne, d'une durée illimitée, enregistrée en Suisse (depuis le 1er janvier 2004, auparavant en Allemagne). Elle rassemble toutes les fédérations nationales européennes membres de l'IAAF. Seulement les fédérations reconnues par l'IAAF peuvent faire partie de l'AEA (après une décision de son congrès). Actuellement, l'AEA comprend 51 fédérations membres. Son siège est fixé à Lausanne (Suisse). Le nouveau bâtiment de l'EAA est inauguré le 3 novembre 2016 et porte le nom de Maison de l'athlétisme européen (House of European Athletics).

## Historique
En 1932, lors d'une réunion à Los Angeles de la Fédération internationale d'athlétisme amateur (IAAF), un comité spécial a été institué par le Conseil de l'IAAF avec pour tâche d'organiser les Championnats d'Europe d'athlétisme. Le Conseil IAAF, lors de sa réunion à Berlin le 24 septembre 1933, confirme la nomination du comité européen, avec Szilard Stankovits (HUN) comme président. La première réunion de ce comité se tint à Budapest le 7 janvier 1934 et les premiers championnats d'Europe furent organisés à Turin en 1934.
Le comité européen a été désigné par tous les membres de l'IAAF lors de ses différents congrès jusqu'en 1966, où, pour la première fois, il a été élu uniquement par les membres européens de l'IAAF, en élargissant ses compétences peu à peu — en organisant la Coupe d'Europe à partir de 1965.
Le 1er novembre 1969, l’'Association of the European Members of the IAAF (association des membres européens de l'IAAF) a été constituée lors d'une réunion du comité européen à Bucarest. Ses règles constitutives ont été confirmées par le Congrès de l'IAAF à Stockholm en août 1970 (statuts qui sont entrés en vigueur lors du premier congrès de l'AEA à Paris le 7 novembre 1970).
En 2017 Svein Arne Hansen est accusé par l’athlète Patrik Sjöberg d'avoir couvert des actes de dopages durant les jeux de Bislett dans les années 1980,,. Ceci fait suite à la proposition de l'AEA à l'IAAF d'effacer les records établis dans le passé, en vue d'une opération de recrédibilisation de l'athlétisme. Cette proposition suscite l'irritation des athlètes comme Patrik Sjöberg qui considèrent que leurs records obtenus sans l'aide du dopage ne devraient pas en pâtir.

## Organisation
Le Conseil de European Athletics élu par le Congrès le 13 avril 2019 à Prague (CZE) :
- Président : Svein Arne Hansen (NOR).
- Vice-Présidents : Dobromir Karamarinov (BUL), premier vice-président, Cherry Alexander (GBR) et Libor Varhanik (CZE).
- Chief Executive Officer : Christian Milz (SUI).
- Membres du Comité Exécutif : Karin Grute Movin (SWE) et Frank Hensel (GER).
- Membres du Conseil : Slobodan Brankovic (SRB), Nadya But-Husaim (BLR), Raul Chapado (ESP), Fatih Cintimar (TUR), Panagiotis Dimakos (GRE), Jean Gracia (FRA), Marton Gyulai (HUN), Anna Kirnova (SVK), Antti Pihlakoski (FIN), Sonja Spendelhofer (AUT) et Erich Teigamägi (EST).
- Sebastian Coe (GBR), membre ex officio en tant que président de la WA.

Le 20 juin 2020, le Président en poste Svein Arne Hansen meurt à l'âge de 73 ans. Il est remplacé en intérim par le vice-président Dobromir Karamarinov. Le 29 novembre 2020, le membre du Comité Exécutif Frank Hensel meurt à l'âge de 70 ans.

## Présidents successifs

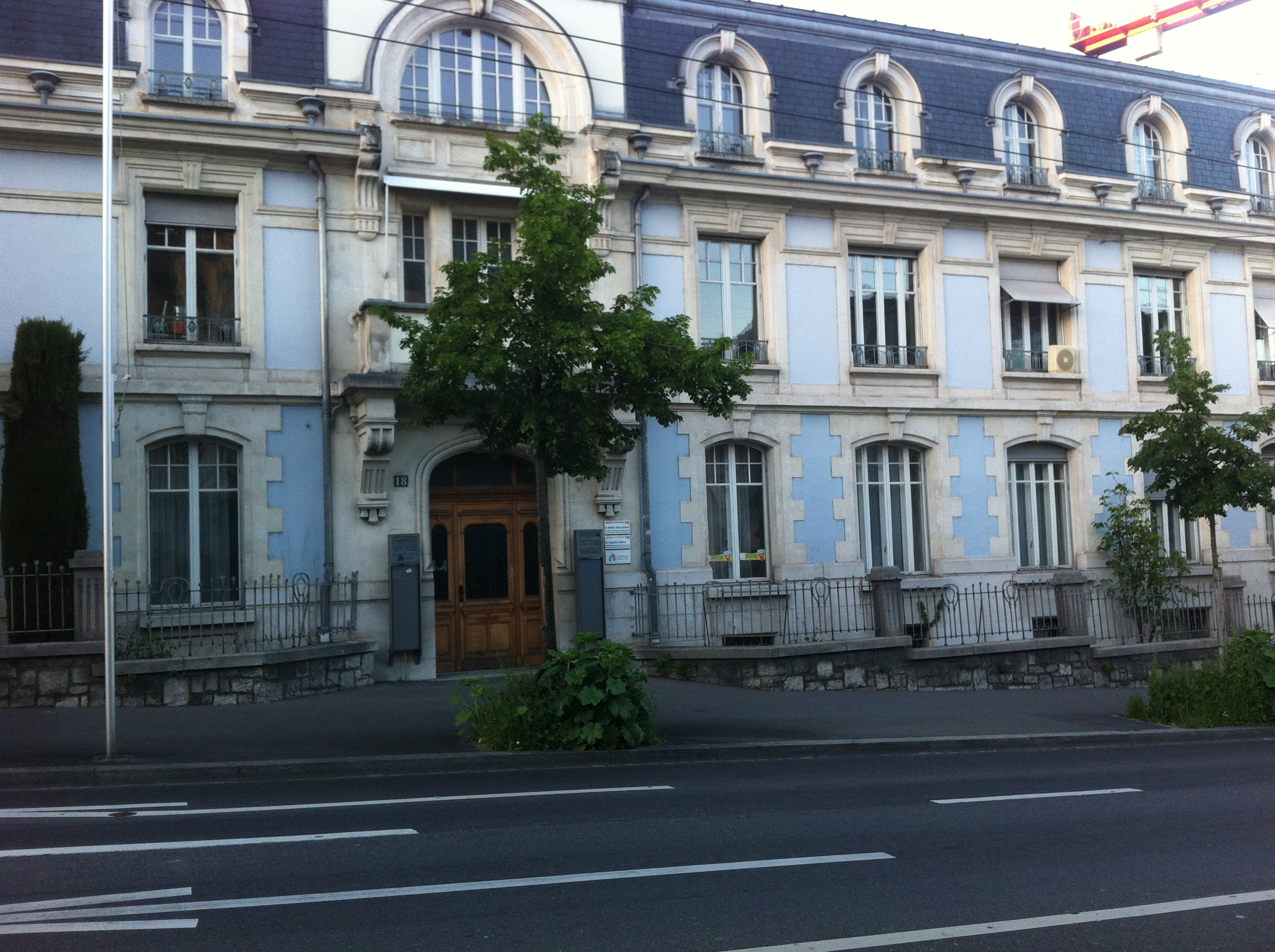
Le siège de l'EAA

| Président            | Pays        | Période     |
| -------------------- | ----------- | ----------- |
| Adriaan Paulen       | Pays-Bas    | 1969–1976   |
| Arthur Gold          | Royaume-Uni | 1976–1987   |
| Carl-Olaf Homén (en) | Finlande    | 1987–1999   |
| Hansjörg Wirz        | Suisse      | 1999–2015   |
| Svein Arne Hansen    | Norvège     | 2015–2020   |
| Dobromir Karamarinov | Bulgarie    | depuis 2020 |

## Fédérations membres
En 2015, 51 fédérations (entre parenthèses, année officielle de création) :
| Pays               | Fédération                                                                                              |
| ------------------ | --- |
| Albanie            | Federata Shqiptare e Atletikës (1930)                                                                   |
| Allemagne          | Deutscher Leichtathletik-Verband (1898)                                                                 |
| Andorre            | Federació Andorrana d'Atletisme (en) (1988)                                                             |
| Arménie            | Fédération arménienne d'athlétisme (1992)                                                               |
| Autriche           | Österreichischer Leichtathletik-Verband (1902)                                                          |
| Azerbaïdjan        | Azərbaycan Atletika Federasiyası (1923)                                                                 |
| Belgique           | Ligue royale belge d'athlétisme (1889) Vlaamse Atletiekliga Ligue belge francophone d'athlétisme (1978) |
| Biélorussie        | Fédération biélorusse d'athlétisme (1991)                                                               |
| Bosnie-Herzégovine | Atletski savez Bosne i Hercegovine (1946)                                                               |
| Bulgarie           | Fédération bulgare d'athlétisme (1924)                                                                  |
| Chypre             | Association d'athlétisme amateur de Chypre (1983)                                                       |
| Croatie            | Hrvatski atletski savez (1912/1992)                                                                     |
| Danemark           | Dansk Atletik Forbund (1907)                                                                            |
| Espagne            | Real Federación Española de Atletismo (1918-1920)                                                       |
| Estonie            | Eesti Kergejõustikuliit (1920)                                                                          |
| Finlande           | Suomen Urheiluliitto - Finlands Friidrottsförbund (1906)                                                |
| France             | Fédération française d'athlétisme (1920)                                                                |
| Géorgie            | Fédération géorgienne d'athlétisme (1991)                                                               |
| Gibraltar          | Gibraltar Amateur Athletic Association (1954)                                                           |
| Grèce              | Association hellénique d'athlétisme amateur (1897)                                                      |
| Hongrie            | Magyar Atlétikai Szövetség (1897)                                                                       |
| Irlande            | Athletics Association of Ireland (1937)                                                                 |
| Islande            | Frjálsíþróttasamband Íslands (1947)                                                                     |
| Israël             | Israeli Athletic Association (1913)                                                                     |
| Italie             | Fédération italienne d'athlétisme (1906)                                                                |
| Kosovo             | Fédération kosovare d'athlétisme (2015)                                                                 |
| Lettonie           | Latvijas Vieglatlētikas Savienība (1921)                                                                |
| Liechtenstein      | Liechtensteiner Leichtathletikverband (2013)                                                            |
| Lituanie           | Lietuvos lengvosios atletikos federacija (1921)                                                         |
| Luxembourg         | Fédération luxembourgeoise d'athlétisme (1928)                                                          |
| Macédoine du Nord  | Atletska Federacija na Makedonija (1906-1963)                                                           |
| Malte              | Malta Amateur Athletic Association (1928)                                                               |
| Moldavie           | Federația de Atletism din Republica Moldova (1991)                                                      |
| Monaco             | Fédération monégasque d'athlétisme (1984)                                                               |
| Monténégro         | Atletski savez Crne Gore (2005)                                                                         |
| Norvège            | Norges Fri-idrettsforbund (1896)                                                                        |
| Pays-Bas           | Koninklijke Nederlandse Atletiek Unie (1901)                                                            |
| Pologne            | Polski Związek Lekkiej Atletyki (1919)                                                                  |
| Portugal           | Federação Portuguesa de Atletismo (1921)                                                                |
| Tchéquie           | Český atletický svaz (1897)                                                                             |
| Roumanie           | Federația Română de Atletism (1912)                                                                     |
| Royaume-Uni        | UK Athletics                                                                                            |
| Russie             | Fédération russe d'athlétisme (1911)                                                                    |
| Saint-Marin        | Federazione Sammarinese Atletica Leggera (it) (1969)                                                    |
| Serbie             | Atletski Savez Srbije                                                                                   |
| Slovaquie          | Slovenský atletický zväz (1939)                                                                         |
| Slovénie           | Atletska zveza Slovenije (1948)                                                                         |
| Suède              | Svenska Friidrottsförbundet (1895)                                                                      |
| Suisse             | Swiss Athletics (1905)                                                                                  |
| Turquie            | Türkiye Atletizm Federasyonu (1922)                                                                     |
| Ukraine            | Fédération ukrainienne d'athlétisme (1991)                                                              |

## Compétitions

### Championnats
- Championnats d'Europe (depuis 1934, tous les quatre ans, puis tous les deux ans à partir de 2010).
- Coupe Bruno-Zauli (depuis 1965 jusqu'en 2008), remplacée en 2009 par les Championnats d'Europe par équipes, devenue une compétition toutes les années impaires en 2017.
- Championnats d'Europe en salle (depuis 1970, tous les deux ans).
- Championnats d'Europe de cross-country (depuis 1994, tous les ans).
- Championnats d'Europe espoirs (depuis 1997, tous les deux ans).
- Championnats d'Europe juniors (depuis 1970, tous les deux ans).
- Championnats d'Europe jeunesse (depuis 2016, tous les deux ans).
- Championnats d'Europe par équipes d'épreuves combinées
- Championnats d'Europe de course en montagne (depuis 1995, tous les ans)
- Coupe d'Europe du 10 000 mètres (depuis 1997, tous les ans)
- Coupe d'Europe de marche (depuis 1996, tous les deux ans).
- Coupe d'Europe des lancers (depuis 2001, tous les ans).

### Meetings
| Date             | Meeting                       | Ville          | Pays    |
| ---------------- | ----------------------------- | -------------- | ------- |
| 9 juillet 2019   | Mémorial István-Gyulai        | Székesfehérvár | Hongrie |
| 9 juillet 2019   | Spitzen Leichtathletik Luzern | Lucerne        | Suisse  |
| 25 août 2019     | Meeting de Madrid             | Madrid         | Espagne |
| 27 août 2019     | Palio Città della Quercia     | Rovereto       | Italie  |
| 8 septembre 2019 | Meeting de Rieti              | Rieti          | Italie  |

| Date               | Meeting                                       | Ville                | Pays               |
| ------------------ | --------------------------------------------- | -------------------- | ------------------ |
| 3 juin 2019        | Mémorial Josef-Odložil                        | Prague               | République tchèque |
| 4 juin 2019        | Clean Air Games                               | Oslo                 | Norvège            |
| 9 juin 2019        | Venizeleia Chania                             | La Canée             | Grèce              |
| 11 juin 2019       | Meeting de Montreuil                          | Montreuil            | France             |
| 11 juin 2019       | Festival européen d'athlétisme                | Bydgoszcz            | Pologne            |
| 15 juin 2019       | AtletiCAGenève                                | Genève               | Suisse             |
| 15 juin 2019       | P-T-S Atletický Meeting                       | Samorin              | Slovaquie          |
| 16 juin 2019       | Mémorial Janusz-Kusociński                    | Chorzów              | Pologne            |
| 18 juin 2019       | Copenagen Athletics Games                     | Copenhague           | Danemark           |
| 18 juin 2019       | Sollentuna GP                                 | Sollentuna           | Suède              |
| 20 juin 2019       | Meeting Iberoamericano de Atletismo           | Huelva               | Espagne            |
| 22 juin 2019       | Kuortane Games                                | Kuortane             | Finlande           |
| 22 juin 2019       | Meeting Stanislas                             | Nancy                | France             |
| 22 juin 2019       | Soundtrack Tübingen                           | Tübingen             | Allemagne          |
| 30 juin 2019       | Résisprint                                    | La Chaux-de-Fonds    | Suisse             |
| 2 juillet 2019     | Meeting de Marseille                          | Marseille            | France             |
| 3 juillet 2019     | Karlstad GP                                   | Karlstad             | Suède              |
| 16 juillet 2019    | Meeting de Sotteville                         | Sotteville-lès-Rouen | France             |
| 16 juillet 2019    | Meeting Città di Padova                       | Padoue               | Italie             |
| 17 juillet 2019    | Meeting International de la Province de Liège | Liège                | Belgique           |
| 20 juillet 2019    | KBC Night of Athletics                        | Heusden-Zolder       | Belgique           |
| 24 juillet 2019    | Joensuu Games                                 | Joensuu              | Finlande           |
| 16 août 2019       | Göteborg GP                                   | Göteborg             | Suède              |
| 1er septembre 2019 | Galà dei Castelli                             | Bellinzone           | Suisse             |
| 4 septembre 2019   | Meeting de Atletismo de Guadalajara           | Guadalajara          | Espagne            |
| 6 septembre 2019   | Meeting Jardín Paraíso Interior               | Andujar              | Espagne            |
| 14 septembre 2019  | Mémorial Kamila Skolimowska                   | Chorzów              | Pologne            |

## Records d'Europe
L'AEA ratifie les records d'Europe d'athlétisme.